# Les Bulles de savon (Manet)
Pour les articles homonymes, voir Les Bulles de savon.
Les Bulles de savon est un tableau réalisé par le peintre Édouard Manet en 1867.

## Analyse
L'œuvre représente le fils naturel de l'artiste, Léon Koëlla-Leenhoff, et s'inscrit à ce titre dans la série de portraits représentant Léon, tels que L'Enfant à l'épée et Le Déjeuner dans l'atelier.
Le jeune garçon, âgé de quinze ans, s’amuse à faire des bulles dans un bol de savon, peut-être afin de symboliser la brièveté de la vie. En effet, le thème de l'homo bulla est popularisé à la Renaissance par les Adages d'Érasme (1500), qui reprend une sentence de Varron : « quod, ut dicitur, si est homo bulla, eo magis senex » (« si l’on dit qu’un homme est une bulle, combien plus l’est un vieillard »).
La composition, le muret au premier plan ainsi que les teintes brunes peuvent rapprocher le tableau des Bulles de savon de Jean Siméon Chardin (1734).

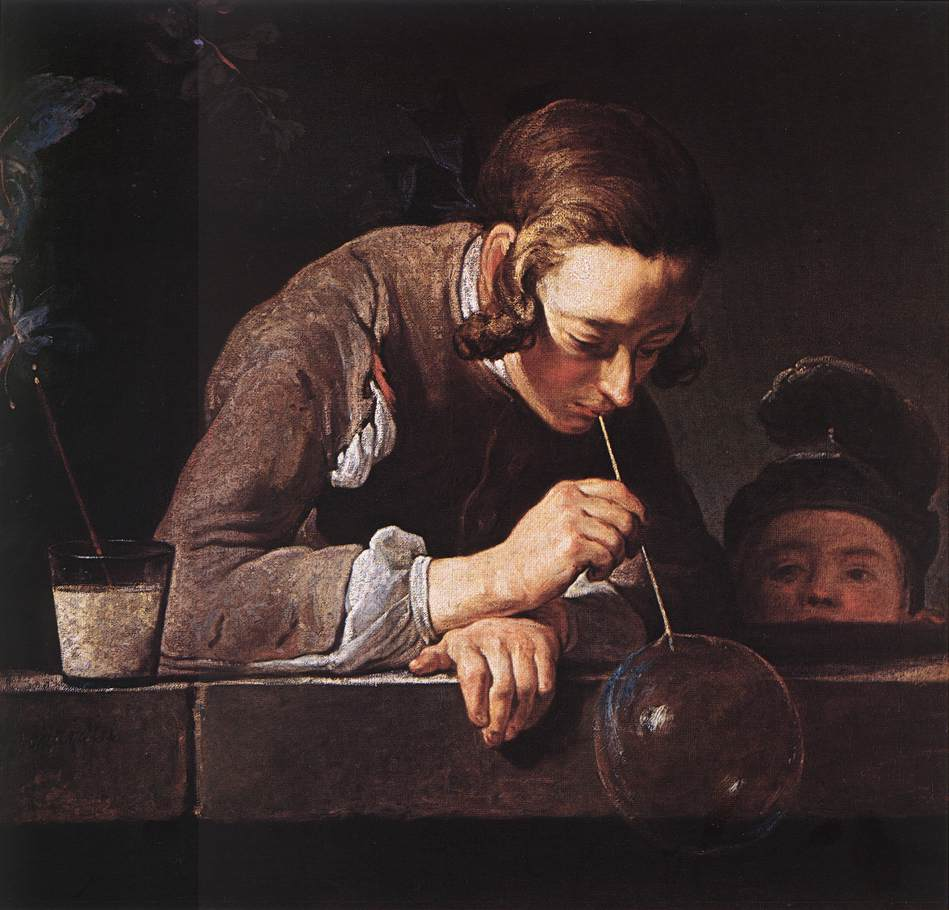
Les Bulles de savon de Jean Siméon Chardin (1734).